# رادنی استارک
رادنی ویلیام استارک (انگلیسی: Rodney William Stark؛ زادهٔ ۸ ژوئیهٔ ۱۹۳۴) یک نویسنده، و جامعه‌شناس مذهبی اهل ایالات متحده آمریکا است.
وی استاد دانشگاه واشینگتن در رشته‌های جامعه‌شناسی و دین‌شناسی تطبیقی می‌باشد.
از کتاب‌های وی می‌توان به «فراز مسیحیت» اشاره کرد. استارک بیش از ۳۰ کتاب، از جمله «اعتلای مسیحیت: چگونه جنبش مبهم، حاشیه ای، عیسی تبدیل به نیروی مذهبی غالب در دنیای غرب در چند قرن شد» (۱۹۹۶)، و بیش از ۱۴۰ مقاله علمی در موضوعات مختلف مانند تعصب، جنایت، خودکشی، و زندگی شهری در روم باستان نوشته‌است.